# Чернега, Полина Степановна
Полина Степановна Чернёга (17 октября 1918, Одесса — 9 апреля 1984) — советская воздушная гимнастка, выступала в дуэте со своим супругом С. А. Разумовым. Заслуженная артистка РСФСР (1957).

## Биография
Родилась в Одессе в семье моряка. Училась в балетном классе Одесского театрального техникума. В 1934 году вышла замуж за циркового артиста Степана Разумова.
В 1935 году начала выступать на цирковой арене. Вместе с Разумовым участвовала в группе гимнастов на турниках «Торнео», возглавляемой Д. И. Зементовым (номер «Воздушная карусель»), начиная с 1940-х годов выступала в дуэте с супругом как воздушная гимнастка.
В 1943—1946 годах дуэт исполнял номер «Пропеллер в пике» — трюки на шесте («бамбуке»), присоединённом к вращавшемуся под куполом винту самолёта. Номер был придуман и исполнен в только что освобождённом Сталинграде, при этом был использован винт трофейного «Мессершмитта». В 1944 году номер был удостоен 1-й премии на 1-м Всесоюзном смотре циркового искусства.
В 1946 году дуэт подготовил номер «Полёт на стреле» — трюки на вращавшемся под куполом шесте в форме стрелы.
«Есть такое балетное упражнение, именуемое шпагатом, сложное, требующее большого мастерства. Полина Чернега проделывает идеальный шпагат в воздухе под куполом цирка. Она повисает вниз головой, а тонкий металлический трос с петлями находится в зубах у другого участника номера — Разумова. Больше того! Когда снаряд, на котором они работают, делает очередной оборот над манежем, Чернега незаметно освобождает одну ногу из петли троса, и… зрителям кажется, что гимнастка летит вниз. Этот рекордный трюк называется обрыв в шпагате».
В 1951 году при выступлении перед строителями Куйбышевской ГЭС на местном стадионе Разумов и Чернега использовали вращавшийся подъёмный кран.
В 1959 году дуэт принял участие в балетно-цирковом представлении «Зимняя фантазия», где гимнасты выполняли трюки над ледовой площадкой, однако их номер подвергся критике из-за того, что недостаточно органично вписался в концепцию ледового шоу (Разумов и Чернега надели коньки, однако по льду не передвигались — их вывозили фигуристы).
В 1961 году дуэт исполнял программу на снарядах, прикреплённых к фюзеляжу взлетевшего вертолёта.
В 1963 году во время выступления Чернега получила тяжёлую травму, после чего стала цирковым дрессировщиком (номер «Овчарки-жокеи»).
В 1980 году за многолетнюю плодотворную работу в области советского циркового искусства награждена Почётной грамотой Президиума Верховного Совета РСФСР.

## Работа в кино
Вместе с мужем снималась в фильме «Укротительница тигров».